# Калесија Село
Калесија Село је насељено мјесто у општини Калесија, Босна и Херцеговина.

## Историја
Калесија Село, као самостално насељено мјесто, постоји од пописа становништва из 1991. До тада је био у саставу насељеног мјеста Калесија.

## Становништво
|                      | 2013.          | 1991.           |
| Укупно               | 2 222 (100,0%) | 1 985 (100,0%)  |
| Бошњаци              | 2 191 (98,60%) | 1 976 (99,55%)1 |
| Муслимани            | 12 (0,540%)    | –               |
| Босанци              | 7 (0,315%)     | –               |
| Непознато            | 4 (0,180%)     | –               |
| Неизјашњени          | 3 (0,135%)     | –               |
| Босанци и Херцеговци | 2 (0,090%)     | –               |
| Хрвати               | 1 (0,045%)     | 2 (0,101%)      |
| Црногорци            | 1 (0,045%)     | –               |
| Албанци              | 1 (0,045%)     | –               |
| Остали               | –              | 6 (0,302%)      |
| Југословени          | –              | 1 (0,050%)      |

1. 1 На пописима од 1971. до 1991. Бошњаци су пописивани углавном као Муслимани.